# Thomas Labourot
Thomas Labourot, né le 31 mars 1977 à Reims, est un dessinateur de bande dessinée français.

## Biographie
Né en 1977 à Reims où il fait ses études jusqu'au Bac ES, il poursuit ensuite des études de théâtre et de Beaux arts. Ses illustrations de jeux de rôle sont remarquées par le scénariste de bande dessinée Jean-David Morvan qui lui propose d'intégrer l'Atelier 510 TTC et de reprendre la série Troll, que son co-scénariste Joann Sfar et son dessinateur Olivier Boiscommun avaient abandonnés. Il en dessine trois nouveaux albums, publiés de 2003 à 2006.
Labourot travaille ensuite sur des séries de genres très variés, adaptant son style aux circonstances : heroic fantasy (Le Grimoire du Petit Peuple, 2004, Washita, 2009-2011), science-fiction (Les Chroniques de Sillage, 2005), gags (Les Geeks, 2008-2015), policier (Détectives, 2015), etc.
À la rentrée 2018, il est chargé de dessiner les personnages de Pif et Hercule dans la nouvelle version du magazine Pif qui reparaît alors en version hebdomadaire.

## Œuvres
- Troll, avec Jean-David Morvan, Delcourt, coll. « Terres de Légendes » :

4. En vers en contre tous, 2003.
5. Tous pour une..., 2004.
6. La Victoire en pleurant, 2006.
- Noodles !, avec Séverine Gauthier, Soleil, coll. « NG », 2 vol., 2006-2007.
- Team Galaxy, avec Séverine Gauthier, Soleil, 2 vol., 2007.
- Les Geeks, avec Gang, Soleil, 11 vol., 2008-2015.
- Mon arbre, avec Séverine Gauthier, Delcourt, coll. « Jeunesse », 2008.
- Washita, avec Séverine Gauthier, Dargaud, 5 vol., 2009-2011.
- Garance, avec Séverine Gauthier, Delcourt, coll. « Jeunesse », 2010.
- Bohemian Galion, avec Maxe L'Hermenier, Jungle !, 2 vol., 2014.
- Aliénor Mandragore, avec Séverine Gauthier, Rue de Sèvres, 5 vol., 2015-2019.
- Détectives, t. 4 : Martin Bec : La Cour silencieuse, avec Herik Hanna, Delcourt, coll. « Conquistador », 2015.
- Lancelot, avec Séverine Gauthier, Rue de Sèvres :

1. La Pierre de mémoire, 2021  (ISBN 978-2-8102-1379-5).

## Prix
- 2022 : Prix Conseil départemental pour A-Lan - Le secret de Wabisabi